# ヤーコプ・フェルトハイゼン・ファン・ザンテン

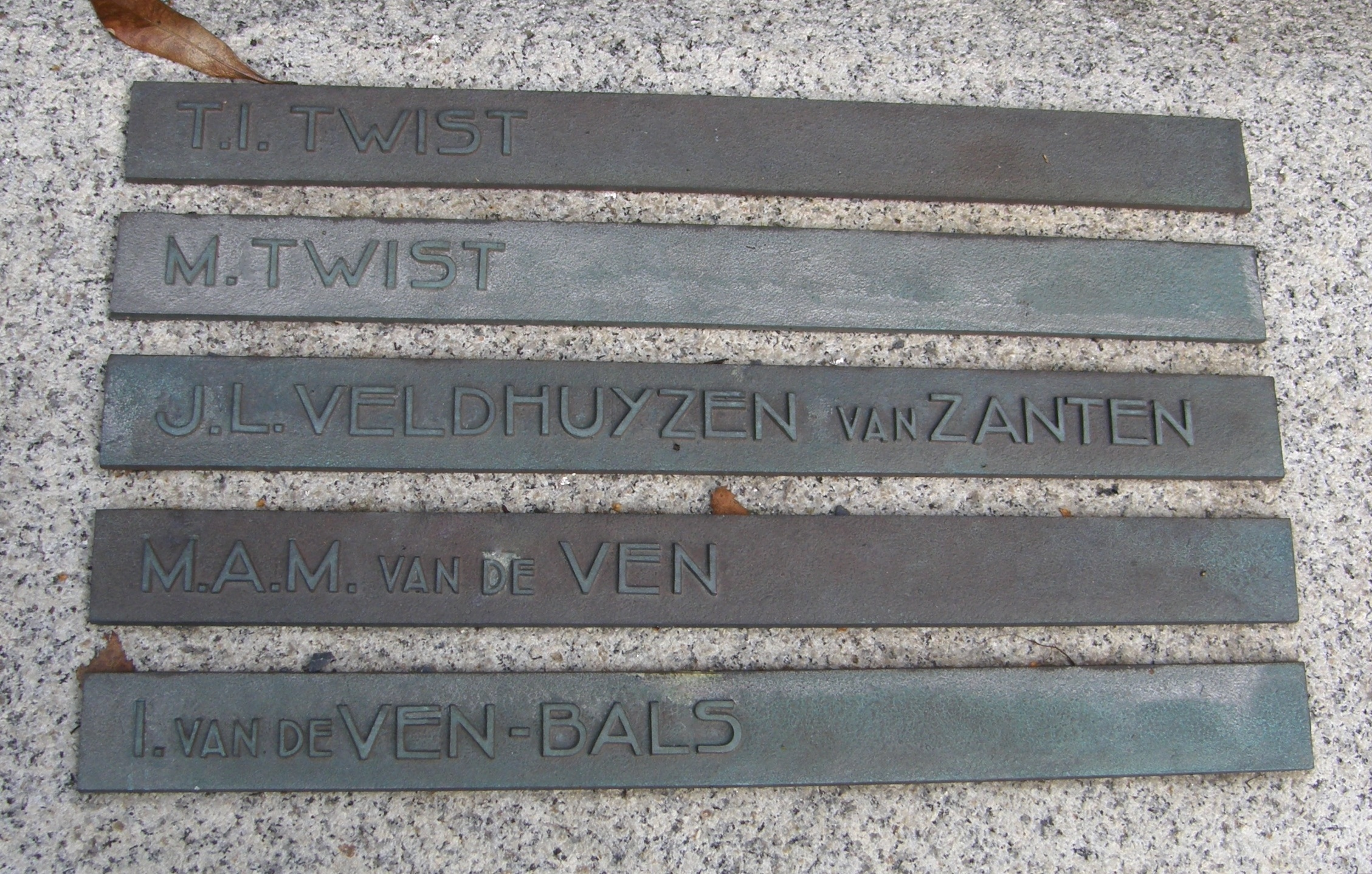
アムステルダムのWestgaarde墓地にあるファン・ザンテンの名が刻まれた墓標。

ヤーコプ・ルイ・フェルトハイゼン・ファン・ザンテン（Jacob Louis Veldhuyzen van Zanten、1927年2月5日 - 1977年3月27日）は、オランダの航空機パイロット・飛行教官。航空史上最悪の死者を出したテネリフェ空港ジャンボ機衝突事故でKLMオランダ航空のボーイング747に機長として搭乗し、事故死した。

## 経歴
ヤーコプ・ルイ・フェルトハイゼン・ファン・ザンテン（以下、ファン・ザンテンと表記）は1927年、オランダのリッセで生まれた。1947年6月21日に自家用操縦士ライセンスを、1950年4月18日に事業用操縦士ライセンスを取得した。1950年からKLMオランダ航空で飛行ディレクターとして働き始め、1951年にはダグラスDC-3で副操縦士としての任に就いた。1952年9月22日に Flight radio telephone operator ライセンスを、1956年10月19日にはAirline transport pilot ライセンスを、1963年8月6日には Flight navigator ライセンスを取得した。
1971年1月23日、ファン・ザンテンはボーイング747のタイプレーティングを得た。同年、彼は2人の同僚とともにアメリカのシアトルに向かい、KLMオランダ航空として初となるボーイング747（愛称「ミシシッピ」、PH-BUA）の引き渡し飛行に加わった。1977年にテネリフェ空港事故が起きるまでに1万1700飛行時間を経験し、そのうち1545時間がボーイング747によるものであった。彼は、航空路線での普段の業務に加え、ボーイング747の主任飛行教官にも抜擢されていた。1977年に彼が亡くなった時点で、KLMのボーイング747パイロットは全員が彼の担当下で訓練を受け、またKLMの飛行訓練部門の長も務めていた。
国際定期航空操縦士協会連合会の会長であり1978年までKLMで機長を務めていたジャン・バーテルスキーはファン・ザンテンの同期で、個人的な親交があった。彼の著書『Disasters In The Air』ではファン・ザンテンの人柄について次のように述べている。
テネリフェ空港衝突事故の直前、KLMの広告キャンペーンにファン・ザンテンの写真が使われていた。これは一般には社内での高い地位を反映したものと受け止められているが、ジャン・バーテルスキーによると、彼が起用されたのは単に当時KLM広報の取材に応じられる機長が彼しかいなかったからだという（彼は教官を務めていた一方で他の機長たちはフライトに出払っていた）。事故の報を聞いたKLMの幹部たちは、ファン・ザンテンに社内調査を率いさせようとしたが、彼自身が事故に巻き込まれてしまっていた。
ファン・ザンテンはオランダのサッセンハイムに暮らしていた。妻と2人の子どもが残された。

## テネリフェ空港の事故
1977年3月27日、スペインのテネリフェ島にあるロス・ロデオス空港（現：テネリフェ・ノルテ空港）の滑走路上で2機のボーイング747が衝突する事故が起き、583人が死亡した。これは航空史上最悪の死者を出した事故である。KLM航空4805便に乗っていたファン・ザンテンを含む248人の乗員乗客全員と、パンナム航空1736便の335人が亡くなった（パンナム1736便の61人が生存）。
事故当時、同空港唯一の滑走路は濃霧に覆われていた。ファン・ザンテンのKLM機は離陸許可なしで離陸を試み、管制の指示で滑走路上をバックタクシングしていたパンナム機に衝突した。滑走路上を移動する間にKLMの乗員たちは背後をパンナム機がバックタクシングして来ていることに気付いていたが、離陸開始の段階では既に滑走路上から退去していると信じ込んでいた。濃霧のためパンナム機の視認は不可能だった。ザンテンの行動の原因には他にも、管制とのコミュニケーションの問題（アクセントや非標準的な表現法）などのいくつもの要素があった。彼は管制から出発準備許可 (departure clearance) を得たことをもって離陸許可 (take-off clearance) を得たと誤解し、一方で管制塔側はKLM4805便が指示通りに滑走路上で待機していると考えていた。

## タイプ・レーティング
ファン・ザンテンは以下の航空機のタイプ・レーティングを得ていた
- ダグラス DC-3：1951年9月28日 - 1962年6月20日
- コンベア CV240/340：1952年8月23日 - 1962年6月20日
- ロッキード コンステレーション：1952年10月1日 - 1962年6月20日
- ダグラス DC-6：1957年2月12日 - 1962年6月20日
- ダグラス DC-7：1957年6月6日 - 1962年6月20日
- ビッカース バイカウント803：1959年6月11日 - 1967年7月21日
- ダグラス DC-9：1967年3月16日 - 1971年6月9日
- ボーイング747：1971年1月23日 - 1977年3月27日